# 14-й Каменноостровский мост
14-й Каменноостро́вский мост — автодорожный металлический балочный мост через Большой канал Каменного острова в Петроградском районе Санкт-Петербурга.

## Расположение
Расположен в створе набережной реки Крестовки, в месте впадения канала в Крестовку. Рядом с мостом располагаются Каменноостровский театр и государственная гостевая резиденция К-4. Выше по течению находится 11-й Каменноостровский мост.
Ближайшая станция метрополитена — «Крестовский остров».

## Название
Название известно с 1950-х годов, когда были пронумерованы существовавшие мосты Каменного острова и мост стал называться 14-м Каменноостровским.

## История
В 1810-х годах на этом месте был построен деревянный мост, который неоднократно перестраивался и ремонтировался. В 1904 году построен пятипролётный деревянный балочный мост, длиной 21 м. В 1936—1937 годах при очистке и углублении канала мост был разобран. В 1949 году по проекту инженера П. В. Андреевского построен трёхпролетный металлический балочный мост. Строительство моста осуществляло СУ-1 треста «Ленмостострой». Пролётное строение состояло из металлических двутавровых балок, на которых была уложена деревоплита, покрытая асфальтобетоном. Опорами моста являлись железобетонные сваи, объединённые насадками. Длина моста составляла 22,1 м, ширина — 12,0 м. В 1974 году произведён капитальный ремонт моста, включавший в себя усиление главных балок дополнительными металлическими листами и замену деревянной конструкции проезжей части на железобетонную с асфальтобетонным покрытием.
К концу 2000-х годов из-за неудовлетворительного состояния конструкций было принято решение о строительстве нового моста. Заказчиком работ выступило СПб ГКУ «Дирекция транспортного строительства», генподрядчиком — ООО «А-Проект», генеральным проектировщиком — ЗАО «Институт Гипростроймост-Санкт-Петербург» (комплексный главный инженер проекта — А. М. Беляев).
Работы по демонтажу старого моста и строительству нового производились в период с октября 2014 по май 2015 года. На время производства работ был сооружён временный пешеходный мост. Торжественное открытие моста после ремонта состоялось 29 мая 2015 года.

## Конструкция
Мост однопролётный сталежелезобетонный, балочной системы. Пролётное строение состоит из 8 стальных двутавровых балок длиной 19 м, объединённых поперечными балками. Расстояние между осями главных балок — 1,4 м. Сверху балок устроена монолитная железобетонная плита. Устои из монолитного железобетона на свайном основании (буровые сваи диаметром 0,6 м длиной 15 м, объединённые железобетонной плитой ростверка). Общая длина моста составляет 22,48 м, ширина моста — 13,1 м (из них ширина проезжей части — 9 м и два тротуара по 1,8 м).
Мост предназначен для движения автотранспорта и пешеходов. Проезжая часть включает в себя 2 полосы для движения автотранспорта. Покрытие проезжей части и тротуаров — асфальтобетон. Тротуары отделены от проезжей части высоким гранитным парапетом. Перильное ограждение металлическое, простого рисунка. Участки берега канала с верховой и низовой сторон, примыкающие к мосту, укреплены низким железобетонным банкетом на свайном основании с гранитной облицовкой откосов.